# Dušan Petković (football, 1974)
Pour les articles homonymes, voir Petkovic et Dušan Petković.
Dušan Petković (en serbe en écriture cyrillique : Душан Петковић), né le 13 juin 1974, est un footballeur serbe. Il jouait au poste de défenseur central avec l'équipe de Serbie-et-Monténégro.
Il est le fils de l'ancien sélectionneur de l'équipe de Serbie et Monténégro, Ilija Petković.

## Carrière
Petkovic devait participer à la coupe du monde 2006 avec l'équipe de Serbie-et-Monténégro. Il ne faisait pas partie de la liste initiale des 23 joueurs sélectionnés, mais devait remplacer Mirko Vučinić qui s'était blessé. À la suite des accusations de favoritisme, puisque son père était le sélectionneur, il décida de ne pas se déplacer en Allemagne.

## Palmarès
- 7 sélections en équipe nationale entre 2000 et 2004